# 1928年6月17日日食
1928年6月17日日食是一次日偏食，發生於1928年6月17日（苏联北部的部分地區為6月18日）。新月當天（即朔日），地球上觀測到月球和太阳的角距離極小，此時月球如果恰好在月球交點附近，穿過太阳和地球之間，與地球、太阳接近一直線，則會出現日食。由於月球偏北或偏南，本影及偽本影從地球以北或以南經過而未接觸地表，只有半影覆蓋了地球北端或南端部分區域，形成日偏食。此次日偏食月球偏北，出現在苏联北部。

## 日食概況

### 出現區域
本次日偏食可在苏联今屬俄罗斯的欧洲與亚洲交界處的北冰洋沿岸地區看到。其中部分在6月17日深夜，部分在6月18日凌晨，還有部分處於極晝的地區從6月17日深夜持續到6月18日凌晨。

### 基本參數
- 類型：日偏食
- 食分最大處（位於苏联亞馬爾-涅涅茨自治區）資料：
  - 時間：1928年6月17日20:27:04
  - 地點：65°36′N 70°36′E / 65.6°N 70.6°E
  - 食分：0.0375（日食帶內最大）[3]

## 相關的日食

### 1924-1928年的日食
月球交替位於相對的月球交點時，以半個交點年（食年），即約177天又4小時間隔出現下列日食。
註：1924年3月5日和1924年8月30日的日偏食屬於上一組交點年系列。1928年5月19日的日全食和1928年11月12日的日偏食屬於下一組交點年系列。
| 升交點   | 升交點                   |          | 降交點                    | 降交點 |
| 沙羅周期 | 地圖                     | 沙羅周期 | 地圖                      |        |
| 115      | 1924年7月31日 偏食（南） | 120      | 1925年1月24日 全食        |        |
| 125      | 1925年7月20日 環食       | 130      | 1926年1月14日 全食        |        |
| 135      | 1926年7月9日 環食        | 140      | 1927年1月3日 環食         |        |
| 145      | 1927年6月29日 全食       | 150      | 1927年12月24日 偏食（南） |        |
| 155      | 1928年6月17日 偏食（北） |          |                           |        |

### 沙羅周期
沙羅周期長度為18年11天。本次日食屬於沙羅周期155，共包含71次日食，依次為1928年6月17日至2054年9月2日的8次日偏食、2072年9月12日至2649年8月30日的33次日全食、2667年9月10日至2703年10月3日的3次全環食（亦稱混合食）、2721年10月13日至3064年5月8日的20次日環食、3082年5月20日至3190年7月24日的7次日偏食，總共歷時1262.11年。其中最長的全食發生於2162年11月7日，共持續4分5秒。
下表列舉了20、21世紀屬於該周期的日食，是第1至10次：
| 1             | 2             | 3             |
| ------------- | ------------- | ------------- |
| 1928年6月17日 | 1946年6月29日 | 1964年7月9日  |
| 4             | 5             | 6             |
| 1982年7月20日 | 2000年7月31日 | 2018年8月11日 |
| 7             | 8             | 9             |
| 2036年8月21日 | 2054年9月2日  | 2072年9月12日 |
| 10            |               |               |
| 2090年9月23日 |               |               |

## 資料來源
1. ↑  樊忠玉. . 中国天文科普网.   [2016-03-30]. （原始内容存档于2014-09-17）.
2. ↑  Fred Espenak. . NASA Eclipse Web Site.   [2016-03-30]. （原始内容存档于2020-10-21）.（英文）
3. ↑  Fred Espenak. . NASA Eclipse Web Site.   [2016-03-30]. （原始内容存档于2020-10-25）.（英文）
4. ↑  Fred Espenak. . NASA Eclipse Web Site.（英文）

## 外部連結
- NASA日食專頁（页面存档备份，存于）（英文）
- 可見區域圖和時間統計：由弗雷德·埃斯佩納克做出的日食預報，NASA/GSFC
  - 貝塞爾元素

| \| \| 日食 \|                             |                              |                                            |
| 上一次日食： 1928年5月19日日食 （日全食） | 1928年6月17日日食 （日偏食） | 下一次日食： 1928年11月12日日食 （日偏食） |
| 上一次日偏食： 1927年12月24日日食         | 1928年6月17日日食 （日偏食） | 下一次日偏食： 1928年11月12日日食          |
|                                           | 日食                         |                                            |